# Авербух, Лев Вольфович
Лев Во́льфович А́вербух (1 сентября 1913, Кишинёв, Бессарабская губерния, Российская империя — 4 января 1981, Кишинёв, Молдавская ССР, СССР) — молдавский советский скульптор-монументалист.

## Биография
Родился в Кишинёве в 1913 году. В 1948 году окончил Художественную школу имени И. Е. Репина там же, специализировался на скульптуре и портретистике. Известность ему принесли скульптурные композиции «Весна» (Примэвара, 1960), «Чабан» (Чобанул, 1967), «Е. Сырбу, дочь леса» (Е. Сырбу, фиика кодрулуй, 1968).
Выполненные им бюсты Н. Милеску-Спэтару и И. Крянгэ (бронза, гранит, оба — 1957) были установлены в кишинёвской Аллее классиков. Выполнил также «Бюст стахановца» (1948), портрет Сергея Лазо (1948) и другие.

## Галерея
- Бюсты Иона Крянгэ и Н. Милеску-Спэтару в кишинёвской Аллее классиков